# Митрохин, Николай Иванович
Николай Иванович Митрохин (29 декабря 1926 года — 28 августа 2007 года) — советский сержант, заряжающий танка 3-го батальона 36-й танковой бригады 11-го танкового корпуса 8-й гвардейской армии 1-го Белорусского фронта, полный кавалер Ордена Славы (1945).

## Биография
Родился 29 декабря 1926 года в ныне несуществующем посёлке Романовский (ныне Доволенский район Новосибирской области) в семье крестьянина.
Окончил 7 классов, после чего работал в колхозе.
В 1943 году был призван в армию Доволенским районным военкоматом, с января 1945 года находился на фронтах Великой Отечественной войны.
В январе 1945 года во время боёв на территории Польши, будучи заряжающим танка 3-го батальона 36-й танковой бригады 11-го танкового корпуса 8-й гвардейской армии 1-го Белорусского фронта сержант Митрохин в составе танкового экипажа одним из первых в своём полку форсировал на танке реку Варта южнее города Ландсберг (ныне Гожув-Велькопольски), в ходе боя вывел из строя 7 огневых точек с расчётами и уничтожил 4 автомашины с солдатами противника. 19 февраля 1945 года награждён орденом Славы 3 степени.
30 марта 1945 года во время ночного боя к северо-западу от города Кюстрин (ныне Костшин) в траншее обнаружил группу немецких солдат, вылез из танка и забросал их гранатами, уничтожив около 10 солдат противника, при этом захватив 2 пулемёта и 7 автоматов. За данный подвиг 21 апреля 1945 года награждён орденом Славы 3 степени, Указом Президиума Верховного Совета СССР от 18 мая 1971 года перенаграждён орденом Славы 2 степени.
22 апреля 1945 года на подступах к Берлину совместно с бойцами экипажа танка разбил штурмовое орудие, 2 противотанковых пушки, миномёт и уничтожил много солдат и офицеров противника. 11 мая 1945 года за данный подвиг награждён орденом Славы 3 степени, Указом Президиума Верховного Совета СССР от 18 мая 1971 года перенаграждён орденом Славы 1 степени.
В 1951 году демобилизован. После демобилизации жил в посёлке Брянский Доволенского района Новосибирской области, работал в совхозе.
Умер 28 августа 2007 года, похоронен в посёлке Брянский.

## Награды
- Орден Славы I степени (1971)
- Орден Славы II степени (1971)
- Орден Славы III степени (1945)
- Орден Красной Звезды (1945)
- Орден Отечественной войны I степени (1985)